# Catasetum matogrossense
Catasetum matogrossense är en orkidéart som beskrevs av Hamilton Dias Bicalho. Catasetum matogrossense ingår i släktet Catasetum och familjen orkidéer. Inga underarter finns listade i Catalogue of Life.